# Ногајска хорда
Ногајска хорда (Мангит јурт) је ногајска државна формација која се појавила као резултат колапса Златне Хорде, на међуречју Волге и Урала крајем 14. - почетком 15. века, и коначно је формирана. 40-их година 15. века  (до 1440. године ). Распала се услед грађанских сукоба и спољних притисака у првој половини 17. века.
Ногајска хорда се налазила на југу Русије и северозападу савременог Казахстана. Језгро територије биле су степе између Волге и Јаика (Урал). На истоку, Ногаји су лутали дуж леве обале Јаика, на југоистоку су њихови номади стигли до региона Јужног Аралског мора, на југу - до централног источног Каспијског мора, на западу - до Астраханског каната, на северозападу до Казанског каната, на североистоку - до Западносибирске низије.
Важну улогу у стварању и јачању Ногајске Хорде одиграо је темник Златне Хорде Едигеј. И сам родом из племена Мангут (мангит), Едиге (Едигеи) од 1392. године постао је улубеј Мангита. Едигеј је 1390-их водио ратове са Тохтамиш каном, прво, за превласт у Златној Хорди, а друго, да би ојачао моћ Мангитске јурте над суседним поседима, ширећи своје границе. Као темник, Едигеи, који није имао право на титулу кана, био је де фацто владар Златне Хорде 15 година (1396-1411).
Од 1412. године, Едигејеви потомци су владали Мангитском хордом. У то време, сам Едигеи је активно учествовао у међусобној борби канових наследника за престо Златне Хорде, током које је, придруживши се једном од њих, потомак Џингис-кана, Чокре-оглан, Едигеј постао његов бекларбек. После победе 1414. над Кепек-каном, који је (исте године) заузео престо Златне Хорде и његовог протеривања из престонице Сараја, Једигеј је постао бекларбек (или велики емир) Златне Хорде и остао тако до своје смрти 1419.
Под влашћу Едигеја, Мангитска хорда се постепено изоловала и њене земље су се претвориле у независан феудални посед. Поседи Мангитске хорде проширили су се на Западносибирску низију. Овде је Токхтамисх Кхан побегао и тамо умро, на овој земљи племе Таибуга је признало моћ Едигеја над собом.